# Longinus
Flavius Longinus (fl. 565-574) byl praetoriánským prefektem Ravennského exarchátu za vlády byzantského císaře Justina II. v době langobardské invaze do Itálie. Podle prosopografie pozdní římská říše byl prefektem mezi lety 568 a 574, kdy je naposledy zmíněn v historických pramenech.

## Život
V roce 568 byl Longinus jmenován prefektem Ravennského exarchátu, kde nahradil Narsese. Podle legendy Narses rozzuřený tím, že byl sesazen z pozice prefekta, se pomstil císaři Justinovi II. tím, že vyzval langobardského krále Alboina, aby napadl Itálii. Langobardi toho využili a Itálii téměř bez odporu Byzantinců i jejich prefekta Longina napadli a brzy celý sever Apeninského poloostrova obsadili. Ravenna byla od vpádu ušetřena a zůstala v moci Byzantinců, přesto Longinus na obranu nechal poblíž Ravenny vystavět obranná stanoviště. Krátce po vpádu Langobardů do Itálie byl jejich král Alboin zavražděn spiklenci vedenými Rosamundou, Alboinovou manželkou a Helmichisem, královským panošem a milencem Rosamundy. Helmichis se po vraždě krále snažil převzít moc, ale neúspěšně, Langobardi zarmouceni Alboínovou smrtí chtěli Helmichise zabít.
Rosamunda a Helmichis proto požádali Longina o politický azyl. Ten jim poslal loď, která vzala prchající Romamundu, Helmichise a celý královský poklad Langobardů do Ravenny. Sebou vzali i Alpsuindu, dceru krále Alboina, která jim měla zaručit loajalitu langobardské jednotky, která je provázela do Ravenny. Longinus krátce na to přiměl Rosamundu, aby Helmichise zabila, přičemž ji slíbil, že se s ní ožení. Rosamunda v touze po moci tak učinila, ale Helmichis poznal, že vypil pohár smrti a donutil Rosamundu vypít zbytek poháru s jedem. Oba spiklenci zemřeli současně.
Po této události Longinus poslal Alpsuindu a langobardský poklad císaři do Konstantinopole. Datum Longinovy smrti není známo. V epigrafu je doložen jako prefekt ještě v roce 574.